# 馬哈努魯
19°54′S 48°48′E / 19.900°S 48.800°E

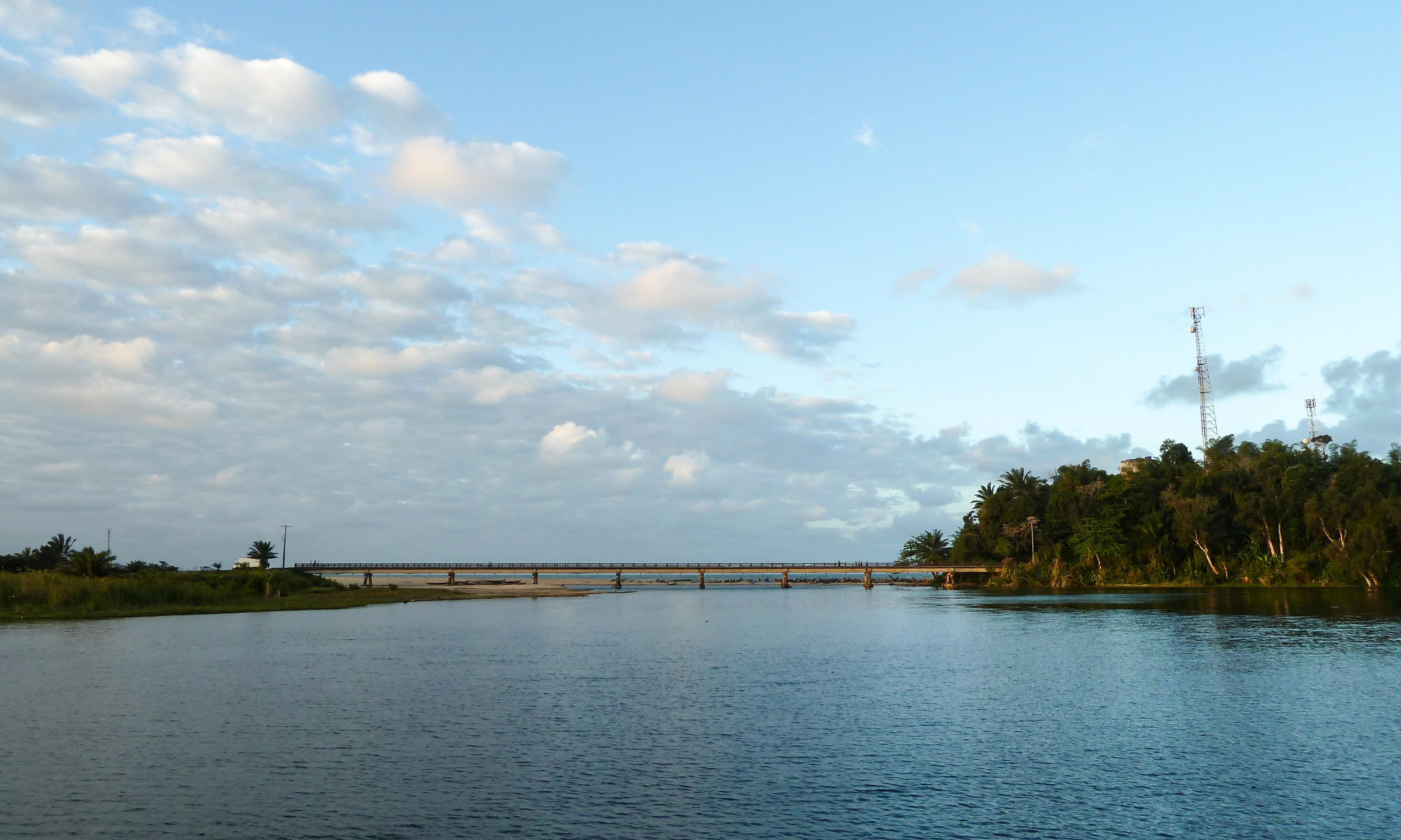
馬哈努魯南側的潘加拉內斯運河

馬哈努魯，是馬達加斯加的城鎮，位於該國東部，由阿齊那那那區負責管轄，是馬哈努魯區的首府，距離曼古魯河口以北9公里，海拔高度6米，2005年人口36,917。